# Plancherine
Plancherine é uma comuna francesa na região administrativa de Auvérnia-Ródano-Alpes, no departamento de Saboia. Estende-se por uma área de 6,86 km². Em 2010 a comuna tinha 456 habitantes (densidade: 66,5 hab./km²).